# Startup Palace
Startup Palace est un opérateur de programmes d'accélération de startups. Ces programmes d'innovation sont portés par des grands groupes qui souhaitent innover en travaillant avec des startups.

## Historique
Créé en 2015 par quatre entrepreneurs - Mathieu Le Gac, Antoine Dumont, Florian Hervéou et Benoît de La Celle - Startup Palace se positionne initialement comme un lieu pour l'hébergement de « jeunes entreprises innovantes ». Situé à Nantes, le lieu accueille près de 20 startups et quelques équipes innovation de grands groupes. L'entreprise se spécialise dans la conception et l'animation de programmes d'accélération de startups pour le compte de grandes entreprises : Ouest-France, la MAIF, Groupama ou encore Sodebo par exemple.
Startup Palace déménage fin 2019 dans un lieu de 3000 m2 géré par _Icilundi et ouvre un bureau parisien en 2020.

## Activités
Les domaines d'intervention sont les suivants, :
- Co-conception de programme d'accélération avec des startups
- Sourcing de startups
- Gestion du projet de collaboration entre une startup et le grand groupe
- Animation de programmes d'accélération par un accompagnement technique dans les domaines de la stratégie, du product management, de la communication, de la finance et du développement web.

Ont notamment été accompagnés Adways, Anona, Golem.ai, Le Drenche, Mediego

### Programmes d'accélération

#### Programmes pour les territoires
Depuis 2015, à Angers, l’Opération Renard est coconstruite et coanimée avec Angers Technopole.
Depuis 2018, à la Roche-Sur-Yon, le Batch #1 et Batch #2 de l'accélérateur La Cabine est réalisé en partenariat avec la CCI Vendée.

#### Programmes pour entreprises
Depuis février 2018, Startup Palace anime l'accélérateur French Assurtech,. Différentes promotions sont sorties de cet accélérateur,.
Startup Palace accompagne également OFF7, l’accélérateur du groupe Ouest-France,.
Depuis janvier 2019, Startup Palace est devenu partenaire de Facebook pour lancer "Startup Garage Grand Ouest".